# Hugh de Lacy, conde de Úlster

Escudo de armas de De Lacy, según Mateo de París: Sinople, una bordura oro.

Hugh de Lacy, I conde de Ulster (c 1176-después del 26 de diciembre de 1242) fue un noble y soldado anglonormando. Era el hijo más joven de Hugh de Lacy, lord de Meath. Fue una figura principal en la invasión normanda de Irlanda en el siglo XII. Fue creado conde de Úlster en 1205 por el rey Juan I de Inglaterra.
Hacia 1189 fue nombrado virrey de Irlanda, posición anteriormente ocupada por su padre. Fue reemplazado en 1190 por Guillaume le Petil, pero renombrado nuevamente para el periodo de 1205 a 1210.

## Castillo de Carlow
En los años 1180 De Lacy levantó una mota Castral en Carlow, donde se erigiría en el siglo XIII el castillo de Carlow. Excavaciones en este emplazamiento en 1996 encontraron los restos de una serie de agujeros para postes dentro de un foso curvo por debajo de las murallas y por tanto anteriores al castillo. También se encontró los restos de un secadero de grano al norte de esta zona. Todos estos restos ubican allí un primer castillo, cuyas defensas y edificaciones pudieron construirse de tierra y madera, y que, como las fuentes históricas sugieren, fue construido por Hugh de Lacy para John de Clahull.

## Condado de Úlster
Por un tiempo, De Lacy y John de Courcy fueron co-señores en Leinster y Munster. En 1199, el rey Juan de Inglaterra autorizó a De Lacy a declarar la guerra a De Courcy, quien había conquistado mucho de Úlster sin ayuda o permiso del rey. De Lacy capturó a De Courcy en 1204. Un relato de la captura aparece en el Libro de Howth. En 1205 el rey Juan lo creó conde de Úlster y anexó el territorio de De Courcy en Úlster al condado de Úlster. De Lacy concedió fueros a Drogheda y, aprovechando los éxitos de De Courcy, prosiguió a la conquista del territorio nororiental de Ulaid, compuesto de varios reinos. Su condado abarcó los modernos condados de Antrim, Down y partes de Londonderry. También intentó, sin mucho éxito, reducir a la sumisión a Aodh Méith. 
En 1207 estalló la guerra entre el conde de Úlster y Meiler Fitzhenry, jefe justicia de Irlanda. Esto llevó al rey Juan a apersonarse en Irlanda y expulsar al hermano del conde, Walter de Lacy, de Meath, y obligó al propio conde a huir a Escocia en 1210. En el exilio, De Lacy participó en la cruzada albigense durante 13 años.
A su regreso se alió con Aodh Méith contra los ingleses. En 1226 sus tierras en Úlster fueron entregadas a su hermano Walter, pero le fueron devueltas al año siguiente, fecha después de la cual parece haber servido lealmente al rey, siendo convocado en más de una ocasión a Inglaterra para dar consejos sobre asuntos irlandeses. Murió en Carrickfergus en 1242 o 1243.

## Familia
Supuestamente se separó de su primera mujer y vivía en adulterio. Tuvo hijos legítimos y naturales, aunque las fuentes históricas dan registros contradictorios. En 1226 su hija de su primera esposa se casó con Alan, lord de Galloway. Aproximadamente en 1242, De Lacy se casó con Emmeline de Riddlesford, hija de Walter de Riddlesford, con la que tuvo una hija, Maud, esposa de Walter de Burgh, que sería creado conde de Úlster en segunda creación por derecho de su mujer.
Tras la muerte de Hugh, Emmeline se casó nuevamente hacia 1243 con Stephen Longespee, nieto de Enrique II de Inglaterra, con quien tendría dos hijas: Ela Longespee, lady de Ashby (1244-c. 19 de julio de 1276) y Emmeline Longespee, lady de Offaly por derecho de su marido Maurice FitzGerald, III lord de Offaly.